# Paul Feuchte
Paul Herbert Feuchte (* 30. November 1919 in Pforzheim; † 24. Oktober 2013 in Freiburg/Br.) war ein deutscher Rechtswissenschaftler, Ministerialbeamter und Hochschullehrer.

## Leben und Wirken
Paul Feuchte studierte Rechtswissenschaft an der Universität Freiburg/Br. und promovierte dort 1947. Bis zu seinem Eintritt in den Ruhestand 1982 war er in verschiedenen Funktionen als Jurist im württembergischen Staatsdienst tätig (zuletzt im Rang eines Ministerialdirektors), so vor allem im Staatsministerium und im Sozialministerium in Stuttgart. 1973 erhielt er eine Honorarprofessur an der Universität Freiburg und lehrte dort Öffentliches Recht.
In seinen zahlreichen Veröffentlichungen befasste sich Feuchte mit dem Verfassungsrecht und der Verfassungsgeschichte Badens bzw. Baden-Württembergs. Hierzu gehört auch die Entstehung des Südweststaats 1952. An dem 1987 erschienenen Kommentar zur Verfassung des Landes Baden-Württemberg war er als Herausgeber und Mitautor maßgeblich beteiligt.
Paul Feuchte wurde 1952 das Bundesverdienstkreuz am Bande und 1988 der Verdienstorden des Landes Baden-Württemberg verliehen. 1987 erhielt er außerdem den Schillerpreis der Stadt Marbach am Neckar für sein Buch Verfassungsgeschichte von Baden-Württemberg.

## Veröffentlichungen (Auswahl)
Monographien
- (mit Rudolf Spreng und Willi Birn): Die Verfassung des Landes Baden-Württemberg. Textausgabe mit Anmerkung und einer eingehenden systematischen Einführung nebst dem Text des Grundgesetzes. Kohlhammer, Stuttgart 1953.
- Verfassungsgeschichte von Baden-Württemberg. Kohlhammer, Stuttgart 1983, ISBN 3-17-008110-1.

- (Bearb.): Quellen zur Entstehung der Verfassung von Baden-Württemberg. Neun Bände. Kohlhammer, Stuttgart 1986–1995.
- (Hrsg. u. Mitautor): Verfassung des Landes Baden-Württemberg. Kommentar. Kohlhammer, Stuttgart 1987, ISBN 3-17-007989-1 (eine frühere Ausgabe des Verfassungskommentars erschien 1954).
- (Bearb.): Quellen zur Entstehung der Verfassung des Landes Baden von 1947. Zwei Bände. Kohlhammer, Stuttgart 1999/2001.
- (mit Andreas Feuchte): Die Komponisten Eduard Franck und Richard Franck. Leben und Werk, Dokumente, Quellen. 2. Aufl. Pfefferkorn Musikverlag, Leipzig 2010, ISBN 978-3-00-031664-7.

Aufsätze
- Christliche Schule im neutralen Staat. Die Formen der Volksschule im Licht des Verhältnisses von Staat und Kirche. In: Die öffentliche Verwaltung, Bd. 20 (1967), H. 11, S. 361–374.
- Wege und Umwege zu einer neuen Struktur. In: Theodor Ritterspach (Hrsg.): Festschrift für Gebhard Müller zum 70. Geburtstag des Präsidenten des Bundesverfassungsgerichts. Mohr, Tübingen 1970, S. 59–76.
- Die verfassungsrechtliche Entwicklung im Land Baden-Württemberg 1971 bis 1978. In: Jahrbuch des öffentlichen Rechts der Gegenwart, N.F., Bd. 27 (1978), S. 167–237.
- Die Geburt des Konstanzer Universitätsplans und seine Durchsetzung in Wissenschaft und Politik. In: Horst Sund (Hrsg.): Auf den Weg gebracht. Idee und Wirklichkeit der Gründung der Universität Konstanz. Universitätsverlag, Konstanz 1979, S. 40–53, ISBN 3-87940-153-5.
- Die Entscheidungen des Bundesverfassungsgerichts zur Südweststaatsfrage. In: Max Gögler/Gregor Richter (Hrsg.): Das Land Württemberg-Hohenzollern 1945-1952. Darstellungen und Erinnerungen. Thorbecke, Sigmaringen 1982, S. 425–438, ISBN 3-7995-4045-8.
- Vereinigungen des sozialen Lebens. In: Herbert Schneider (Hrsg.): Verbände in Baden-Württemberg (= Schriften zur politischen Landeskunde Baden-Württembergs, Bd. 14). Kohlhammer, Stuttgart 1987, S. 201–222, ISBN 3-17-009381-9.
- Des Dichters Wort in der Rede des Staatsmanns. In: Zeitschrift für württembergische Landesgeschichte, Bd. 48 (1989), S. 9–23.
- Verfassung und Verfassungspolitik in Baden-Württemberg. In: Hartmut Klatt (Hrsg.): Baden-Württemberg und der Bund (= Schriften zur politischen Landeskunde Baden-Württembergs, Bd. 15). Kohlhammer, Stuttgart 1989, S. 100–118, ISBN 3-17-009999-X.
- Männer der ersten Stunde und ihr Amt. In: Paul Feuchte u. a. (Hrsg.): Initiative und Partnerschaft. Manfred Bulling zum 60. Geburtstag. Nomos, Baden-Baden 1990, S. 39–54, ISBN 3-7890-1918-6.
- Kein Doppelstaat im Südwesten. Eschenburgs Vorschläge für die Verfassung Baden-Württembergs. In: Hermann Rudolph (Hrsg.): Den Staat denken. Theodor Eschenburg zum Fünfundachtzigsten. Siedler, Berlin 1990, S. 38–43, ISBN 3-88680-365-1.
- Parlament und Regierung. In: Meinrad Schaab (Hrsg.): 40 Jahre Baden-Württemberg. Aufbau und Gestaltung 1952–1992. Theiss, Stuttgart 1992, S. 43–71, ISBN 3-8062-1018-7.
- Besatzungsregime oder Selbstregierung? Demokratischer Aufbau in (Süd-)Baden nach 1945. In: Schau-ins-Land, Bd. 120 (2001), S. 209–221 (Digitalisat).
- Kurt Georg Kiesinger und „Die Sache mit dem Südweststaat“. In: Zeitschrift für württembergische Landesgeschichte, Bd. 64 (2005), S. 365–407.